# 谢拉新镇
谢拉新镇，是西班牙埃斯特雷马杜拉卡塞雷斯省的一个市镇。总面积44平方公里，2001年普查人口總數為639人，人口密度為每平方公里15人。